# Albert Capellas
Albert Capellas Herms (Avinyó, 1º ottobre 1967) è un allenatore di calcio e dirigente sportivo spagnolo.

## Statistiche da allenatore
Statistiche aggiornate al 23 febbraio 2023. In grassetto le competizioni vinte.
| Stagione        | Squadra         | Campionato      | Campionato | Campionato | Campionato | Campionato | Coppe nazionali | Coppe nazionali | Coppe nazionali | Coppe nazionali | Coppe nazionali | Coppe continentali | Coppe continentali | Coppe continentali | Coppe continentali | Coppe continentali | Altre coppe | Altre coppe | Altre coppe | Altre coppe | Altre coppe | Totale | Totale | Totale | Totale | % Vittorie | Piazzamento |
| Stagione        | Squadra         | Comp            | G          | V          | N          | P          | Comp            | G               | V               | N               | P               | Comp               | G                  | V                  | N                  | P                  | Comp        | G           | V           | N           | P           | G      | V      | N      | P      | %          | Piazzamento |
| --------------- | --------------- | --------------- | ---------- | ---------- | ---------- | ---------- | --------------- | --------------- | --------------- | --------------- | --------------- | ------------------ | ------------------ | ------------------ | ------------------ | ------------------ | ----------- | ----------- | ----------- | ----------- | ----------- | ------ | ------ | ------ | ------ | ---------- | ----------- |
| 2022-2023       | Midtjylland     | SL              | 11         | 4          | 5          | 2          | CD              | 2               | 1               | 0               | 1               | UEL                | 8                  | 2                  | 3                  | 3                  | -           | -           | -           | -           | -           | 21     | 7      | 8      | 6      | 33,33      | 'Esonerato' |
| Totale carriera | Totale carriera | Totale carriera | 11         | 4          | 5          | 2          |                 | 2               | 1               | 0               | 1               |                    | 8                  | 2                  | 3                  | 3                  |             | -           | -           | -           | -           | 21     | 7      | 8      | 6      | 33,33      |             |